# Faramea coerulea
Faramea coerulea là một loài thực vật có hoa trong họ Thiến thảo. Loài này được (Nees & Mart.) DC. mô tả khoa học đầu tiên năm 1830.